# Rémi Provendier
Rémi Provendier, né le 24 décembre 1971, est un homme politique français.

## Biographie
Né en 1971, il est ingénieur de formation et diplômé de l'ESSEC Business School, il fait carrière dans le secteur des télécommunications.
En 2024, suppléant d'Anne Genetet, qui est nommée ministre de l’Éducation nationale, il devient député.